# 화이트데이

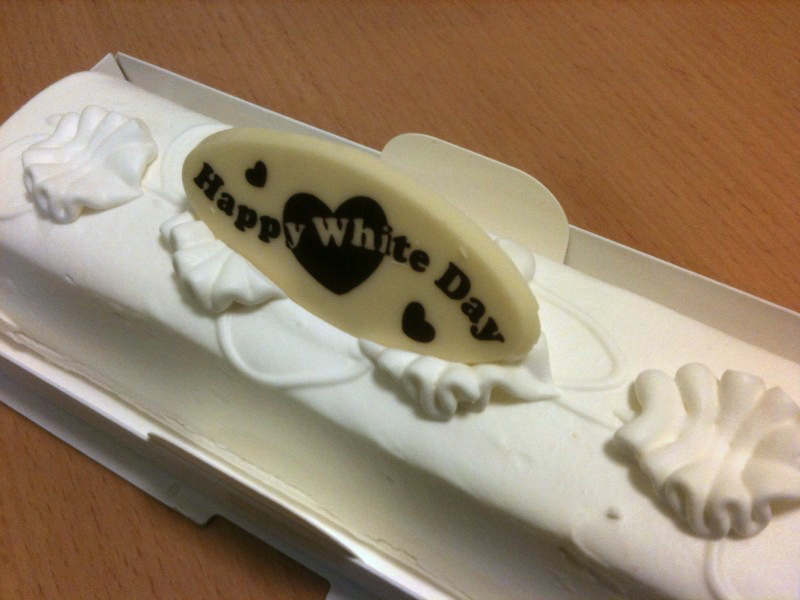
화이트데이 케이크

화이트데이(영어: White Day)는 일본에서 유래한 날로 일본, 대한민국, 중국, 대만, 홍콩, 싱가포르, 베트남, 말레이시아 등 동양에서 해마다 3월 14일에 지내는 상업성을 띤 기념일이다.
동양에서는 밸런타인데이에 여자가 남자에게 초콜릿을, 화이트데이에 남자가 여자에게 사탕을 선물하는 날로 되어 있다. 서양에는 화이트데이가 없고, 밸런타인데이에만 남녀가 서로 선물을 교환한다.

## 역사
화이트데이는 1970년대 ~ 1980년대에 일본 과자업체들이 상업적인 목적으로 만들어 일본 전역으로 퍼지고 다른 나라에 전파되었다는 게 정설인데, 일본에서는 화이트 초콜릿, 마시멜로, 캐러멜, 별사탕, 사탕, 젤리 등을 만드는 제조업체들이 서로 원조라고 홍보하고 있다.
이중 일본의 전국 사탕공업 협동조합(全国飴菓子工業協同組合)은 1978년 "사탕을 선물하는 날"로 화이트데이를 만들어 1980년부터 이를 일본의 국민적 행사로 발전시키기로 모든 조합원(사탕제조업체)들이 함께 힘쓰기 시작했다고 밝히고 있다.

## 같이 보기
- 발렌타인데이